# Улица Грина (Москва)
У́лица Гри́на — улица в Юго-Западном административном округе города Москвы на территории района Северное Бутово. Проходит от Варшавского шоссе до Куликовской улицы. Нумерация домов начинается от Варшавского шоссе. На данный момент является одной из главных дорог района.
Улица Грина пересекает бульвар Дмитрия Донского. Слева к ней примыкают Новобутовская и Феодосийская улицы, справа — Коктебельская улица.

## История
Улица Грина образована из Ботанической и Институтской улиц бывшего посёлка ВИЛАР (Всесоюзного института лекарственных и ароматических растений).
Улица названа в честь писателя Александра Грина (1880—1932). Название утверждено в 1986 году.
В жилых домах (№ 5 и № 30), расположенных на улице, работали 2 магазина под названием «Алые паруса», названные в честь знаменитой поэмы Александра Грина. Позже магазины изменили своё название.

## Здания и сооружения
По нечётной стороне:
По чётной стороне:

## Транспорт
Станции метро
- «Бульвар Дмитрия Донского» (Серпуховско-Тимирязевская линия), «Улица Старокачаловская» (Бутовская линия) — в 230 метрах от пересечения с Бульваром Дмитрия Донского.

Автобусы:
- № с916 — от Варшавского шоссе до Коктебельской улицы и от Коктебельской улицы до Новобутовской улицы.
- № 94, 146, н8, 967 — от Куликовской улицы до бульвара Дмитрия Донского и обратно.
- № 108, 737, 948, 1004, С53, е91 — от Новобутовской улицы до бульвара Дмитрия Донского и от бульвара Дмитрия Донского до Варшавского шоссе.
- № 813 — от бульвара Дмитрия Донского до Куликовской улицы.
- № 18, 94 - от Новобутовской улицы до Коктебельской и от Коктебельской улицы до Варшавского шоссе.